# Streptocarpus confusus
Streptocarpus confusus är en tvåhjärtbladig växtart som beskrevs av Olive Mary Hilliard. Streptocarpus confusus ingår i släktet Streptocarpus och familjen Gesneriaceae.

## Underarter
Arten delas in i följande underarter:
- S. c. confusus
- S. c. lebomboensis

## Bildgalleri

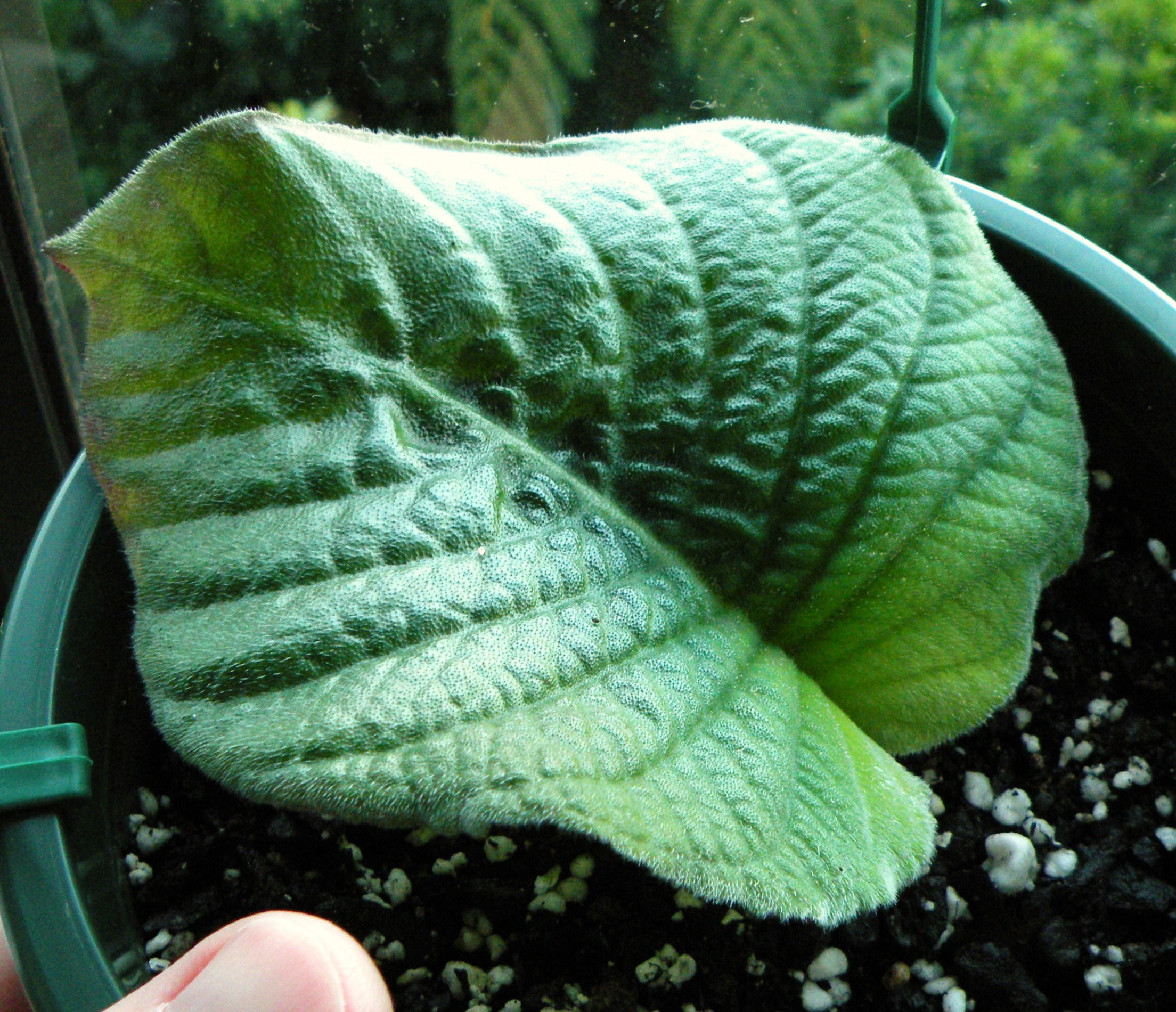